# Hukeng (köpinghuvudort i Kina, Jiangxi Sheng, lat 27,47, long 114,31)
Hukeng är en köpinghuvudort i Kina. Den ligger i provinsen Jiangxi, i den sydöstra delen av landet, omkring 200 kilometer sydväst om provinshuvudstaden Nanchang. Antalet invånare är 12 887. Befolkningen består av 6 114 kvinnor och 6 773 män. Barn under 15 år utgör 13,0 %, vuxna 15-64 år 72 %, och äldre över 65 år 14,0 %.
Runt Hukeng är det ganska tätbefolkat, med 139 invånare per kvadratkilometer. Närmaste större samhälle är Yantian, 13,5 km sydost om Hukeng. I omgivningarna runt Hukeng växer i huvudsak blandskog.
Genomsnittlig årsnederbörd är 2 072 millimeter. Den regnigaste månaden är maj, med i genomsnitt 322 mm nederbörd, och den torraste är oktober, med 28 mm nederbörd.